# Ландшафты сновидений
Монография «Ландшафты сновидений. Кинематограф Майкла Пауэлла и Эмерика Прессбургера» — многотомное произведение, посвящённое жизни и творчеству классиков английского кино Майклу Пауэллу и Эмерику Прессбургеру, в 7-ти томах за авторством киноведа Георгия Дарахвелидзе.

## Описание
В монографии о британских режиссёрах изучается и анализируется процесс развития кинематографа в контексте мировой культуры, охватывающей период от немого кино 20-х годов до конца XX века.
Начиная с 40-х годов прошлого века самыми известными фильмами «Арчеров», как именовали союз Пауэлла и Прессбургера по названию созданной ими киностудии, стали: «Кентерберийская История» (A Canterbury Tale, 1944), «Вопрос жизни и смерти» (A Matter of Life and Death, 1946), «Черный нарцисс» (Black Narcissus, 1947), «Красные башмачки» (The Red Shoes, 1948), «Маленькая задняя комната» (The Small Back Room, 1949) и «Наблюдающий» (в российском прокате «Подглядывающий»(Peeping Tom, 1960). После выхода фильма «Наблюдающий» британские режиссёры много лет находились в забвении, и только начиная с 1976 года, при непосредственной поддержке Мартина Скорсезе, начиналось их второе восхождение к вершине.
В монографии столетие кинематографа подразделяется на четыре четверти: Пауэлл и Прессбургер активно работали в кино с 1926-го по 1951 года до «Сказок Гофмана» (Jacques Offenbach’s The Tales of Hoffmann, 1951), затем они пропали из кино на четверть века, и вновь пережили пик реабилитации с 1976-го по 2000-й.
В книге автор рассмотрел кинематографические приемы съемки и монтажа, способы выстраивания сцен и кадров, применяемые режиссёрами разных эпох и изменяющиеся по мере развития кинематографических технологий, например, трансцендентный глаз в кино. Сотни имен и судеб, среди которых Уолт Дисней и Александр Корда, Оскар Фишингер и Кен Рассел, Сергей Эйзенштейн и Баланчин, Дягилев и Рубен Мамулян, герои театра, кино и балета XX века вплетены в структуру книги, неразрывно связанные с судьбой Пауэлла и Прессбургера.
Работа над монографией «Ландшафты сновидений. Кинематограф Майкла Пауэлла и Эмерика Прессбургера» продолжалась с 2007-го по 2019 года. За это время писатель несколько раз побывал в Великобритании, в библиотеке Британского Киноинститута British Film Institute по приглашению сына Майкла Пауэлла — Коламбы Пауэлла (Columba Powell), исполнившего в «Наблюдающем» роль главного героя в детстве.
Монография находится в Санкт-Петербургской Государственной театральной библиотеке , в Библиотеке ВГИК., в Российской Государственной библиотеке, в Государственной библиотеке киноискусства им. С. М. Эйзенштейна.

## Отзывы
Виктор Зацепин считал, что монография стала «лабиринтом» отсылок, в котором и читатели, и автор проходят по местам истории в поисках ответа на вечную культурологическую и искусствоведческую загадку: как период славы, переходящей в забвение, превращается в почитание таланта режиссёров на новом витке истории. Автор использует характерные приемы для выстраивания целой анфилады аллюзий, тщательно и скрупулезно исследуя исторические документы и среду проживания гениев кино.
Кирилл Разлогов, профессор, доктор искусствоведения, писал:

На обширном поле современной литературы о кино фундаментальные исследования становятся чуть ли не археологической редкостью…Тем интереснее обнаружить книгу, в которой молодой исследователь берет на себя труд собрать, обобщить и проанализировать весь доступный материал по творчеству художников.
Татьяна Алешичева в своей статье «Пауэлл, Прессбургер и все-все-все» называла монографию Георгия Дарахвелидзе «академической книгой о британском кино, написанной в неакадемичной манере» и одновременно «максималистски фундаментальным трудом».
Олег Погодин, кинорежиссер, в предисловии к 5-му тому написал:

Третий и четвертый том «Ландшафтов…» могли бы смело носить подзаголовок «Конец волшебства». Пятый — ренессансный — просится быть названным «Возвращение волшебства»…Сначала историки кино и критики, а потом — молодые режиссеры. Скорсезе, Де Пальма, Коппола, Спилберг — все они были обязаны кинематографу Пауэла и Прессбургера.

## Награды
Диплом Гильдии Киноведов и Кинокритиков России Премии «Слон» за книгу «Ландшафты сновидений. Кинематограф Майкла Пауэлла и Эмерика Прессбургера» 1 том (2008).

## Книги
Дарахвелидзе Георгий. Ландшафты сновидений. Кинематограф Майкла Пауэлла и Эмерика Прессбургера. Том 1 — 4. — Изд. Глобус-пресс. Винница. 2008—2017. (720 стр. — 568 стр. — 372 стр. — 404 стр.) ISBN 966-8300-34-3, Том 5 — Изд. Глобус-пресс. Винница. 2018. 360 стр. ISBN 567-966-8314-52-7, Том 6 — Изд. Глобус-пресс. Винница. 2019. 512 стр. ISBN 567-966-8314-52-7, Том 7 — Изд. Глобус-пресс. Винница. 2019. 394 стр. ISBN 567-966-8314-57-2
В 2022 году вышел 1-й том 2-го издания серии (ISBN 978-5-00147-451-7), исправленного и дополненного.